# Сміт (округ, Міссісіпі)
Шаблон:StateAbbr_ 32°01′ пн. ш. 89°30′ зх. д. / 32.02° пн. ш. 89.5° зх. д.
Округ  Сміт (англ. Smith County) — округ (графство) у штаті Міссісіпі, США. Ідентифікатор округу 28129.

## Історія
Округ утворений 1833 року.

## Демографія
За даними перепису 
2000 року 
загальне населення округу становило 16182 осіб, усе сільське.
Серед мешканців округу чоловіків було 7905, а жінок — 8277. В окрузі було 6046 домогосподарств, 4556 родин, які мешкали в 7005 будинках.
Середній розмір родини становив 3,13.
Віковий розподіл населення поданий у таблиці:
| Стать    | До 15 років | 15-21 | 22-29 | 30-39 | 40-49 | 50-65 | 65-85 | Понад 85 |
| -------- | ----------- | ----- | ----- | ----- | ----- | ----- | ----- | -------- |
| Чоловіки | 1877        | 878   | 778   | 1069  | 1111  | 1273  | 841   | 78       |
| Жінки    | 1804        | 769   | 820   | 1110  | 1119  | 1329  | 1126  | 200      |

## Суміжні округи
- Скотт — північ
- Джеспер — схід
- Джонс — південний схід
- Ковінґтон — південь
- Сімпсон — захід
- Ренкін — північний захід

## Виноски
1. ↑  U.S. Decennial Census. United States Census Bureau. Архів оригіналу за 2 серпня 2018. Процитовано 7 листопада 2014.
2. ↑  Historical Census Browser. University of Virginia Library. Архів оригіналу за 11 серпня 2012. Процитовано 7 листопада 2014.
3. ↑  Population of Counties by Decennial Census: 1900 to 1990. United States Census Bureau. Архів оригіналу за 28 грудня 2014. Процитовано 7 листопада 2014.
4. ↑  Census 2000 PHC-T-4. Ranking Tables for Counties: 1990 and 2000 (PDF). United States Census Bureau. Архів оригіналу (PDF) за 18 грудня 2014. Процитовано 7 листопада 2014.
5. ↑  State & County QuickFacts. United States Census Bureau. Архів оригіналу за 18 липня 2011. Процитовано 5 вересня 2013. [Архівовано 2011-08-06 у Wayback Machine.](англ.) Наведено за англійською вікіпедією.
6. ↑  American FactFinder. Бюро перепису населення США. Архів оригіналу за 26 лютого 2012. Процитовано 31 січня 2008. [Архівовано 2008-05-21 у Wayback Machine.]

| США | Це незавершена стаття з географії США. Ви можете допомогти проєкту, виправивши або дописавши її. |